# Dendrobium cymatoleguum
Dendrobium cymatoleguum är en orkidéart som beskrevs av Rudolf Schlechter. Dendrobium cymatoleguum ingår i släktet Dendrobium, och familjen orkidéer. Inga underarter finns listade i Catalogue of Life.